# Distretto di Puri
Il distretto di Puri è un distretto dell'Orissa, in India, di 1 498 604 abitanti. Il suo capoluogo è Puri.